# LHCb
El LHCb (que procede de las siglas "Large Hadron Collider beauty experiment", donde "beauty" se refiere al quark fondo) es uno de los seis detectores de partículas, actualmente en funcionamiento, instalados en el LHC (Large Hadron Collider) del CERN. LHCb es un experimento especializado en física del quark b, algunos de cuyos objetivos son la medida de parámetros de violación de simetría CP en las desintegraciones de hadrones que contengan dicho quark o la medida de precisión de las fracciones de desintegración ("branching ratios") de algunos procesos extremadamente infrecuentes.

## El detector LHCb
Las colisiones de protones en la zona de interacción producirán parejas de quarks b anti-b, que posteriormente formarán partículas mediante el proceso conocido como hadronización. Los dos hadrones de tipo B que se produzcan se hallarán contenidos predominantemente en un estrecho cono cercano al haz de protones original. Este hecho es el que determina la geometría del detector LHCb, que se puede describir como un espectrómetro de un único brazo, formado por subdetectores planos perpendiculares al haz incidente, muy diferente en este aspecto de otros experimentos con forma cilíndrica como ATLAS o CMS, también del LHC. Las partículas con contenido de quarks b se producen en ambos sentidos, de forma simétrica respecto del punto de colisión, pero debido al diseño del detector sólo la mitad de ellas son detectables.
El detector LHCb tiene una cobertura angular entre 10 y 300 miliradianes (mrad), en la dirección horizontal, y de 250 mrad en el plano vertical. Esta asimetría es debida al gran imán dipolar presente en el detector, que tiene su componente principal en la dirección vertical.
El detector de vértices (conocido en LHCb como VELO del inglés vertex locator) está situado alrededor de la zona de interacción de protones. Se emplea para determinar la trayectoria de las partículas cerca del punto de interacción, con el objetivo fundamental de separar los vértices primarios (punto donde se generan los mesones B) y el secundario, donde se desintegran. La distancia de vuelo de estas partículas es de unos 8mm, por lo que este detector debe tener una gran resolución espacial. Está formado por sensores, cada uno de ellos compuesto de detectores de Silicio y dispuestos en forma de finas tiras, que miden las coordenadas polares (de simetría cilíndrica) r y phi.
Después del detector de vértices encontramos el subdetector RICH-1 ("Ring Imaging Cherenkov detector"). Se emplean de estos detectores en LHCb, con el objetivo de identificar las partículas que lo atraviesan. En el caso del primero de estos, está optimizado para la separación de trazas de bajo momento.
El sistema principal de trazas se encuentra posicionado a ambos lados del imán dipolar. Sus usos son la reconstrucción de las trazas correspondientes a partículas cargadas, así como la medida de su momento.
Siguiendo al sistema de trazas se encuentra el segundo de los detectores RICH. En este caso está optimizado para la identificación de partículas que correspondan a trazas de alto momento.
A continuación se encuentra el sistema de calorímetros, subdetectores cuya misión es la medida de la energía de las partículas. Para ello, frenan totalmente la mayoría de las partículas, detectándose la energía depositada. Se especializan en fotones o electrones (calorímetro electromagnético) y hadrones (calorímetro hadrónico). Están formados por capas consecutivas de material centelleador y material radiante (plomo y hierro). Estas medidas, además de para reconstruir cada suceso, son empleadas en el primer nivel de trigger del experimento.
El subdetector más externo está formado por cinco cámaras de trazas (Contadores proporcionales multihilo o MWPC), siendo su misión la de detectar las partículas que atraviesen el sistema de calorímetros, que serán principalmente muones. Se utiliza nuevamente en la reconstrucción de los sucesos y también es especialmente importante para los mecanismos de trigger.

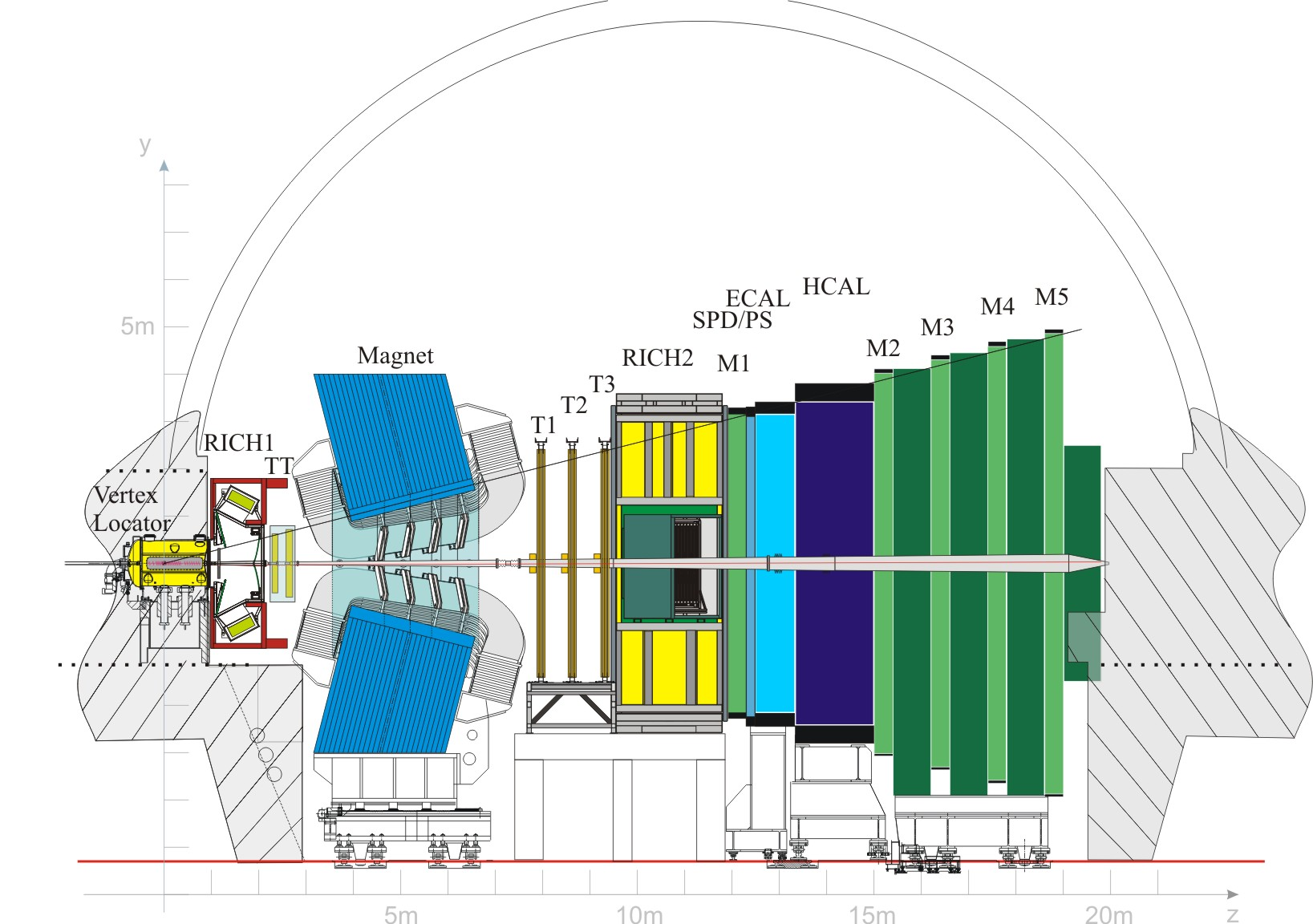
El detector LHCb según el plano de curvatura de las trayectorias de las partículas cargadas.